# Пояна-Крекеоань
Пояна-Крекеоань, Пояна-Крекеоані (рум. Poiana Crăcăoani) — село у повіті Нямц в Румунії. Входить до складу комуни Крекеоань.
Село розташоване на відстані 293 км на північ від Бухареста, 16 км на північ від П'ятра-Нямца, 97 км на захід від Ясс.

## Населення
За даними перепису населення 2002 року у селі проживали 93 особи, з них 89 осіб (95,7%) румунів. Рідною мовою 89 осіб (95,7%) назвали румунську.